# Proscylliidae
Proscylliidae es una familia de elasmobranquios selacimorfos del orden Carcharhiniformes.

## Taxonomía
Incluye tres géneros y 7 especies:
- Ctenacis Compagno, 1973[2][3]
- Eridacnis Smith, 1913[4][5]
- Proscyllium Hilgendorf, 1904[6][7]